# Theretra insularis
Theretra insularis är en fjärilsart som beskrevs av Swinhoe 1892. Theretra insularis ingår i släktet Theretra och familjen svärmare. Inga underarter finns listade i Catalogue of Life.